# ويزلي أغسطس وليامز
ويزلي أغسطس وليامز (بالإنجليزية: Wesley Augustus Williams)‏ هو رجل إطفاء أمريكي، ولد في 26 أغسطس 1897 في مانهاتن في الولايات المتحدة، وتوفي في 3 يوليو 1984 في Forest Hills, Queens ‏ في الولايات المتحدة.